# Oliemolen (Erembodegem)
De Oliemolen of Stampkot is een voormalige rosmolen in de tot de Oost-Vlaamse gemeente Aalst behorende plaats Erembodegem, gelegen aan de Ninovesteenweg 28.
Deze door paarden aangedreven rosmolen van het type binnenrosmolen fungeerde als oliemolen.

## Geschiedenis
De molen werd in 1781 opgericht. Ze omvatte zowel een kollergang als een stampwerk. Later werd een stoommachine geplaatst. In 1965 werd het woonhuis afgebroken maar het molenhuis werd in 1972-1973 omgebouwd tot woning.
Een aantal onderdelen van de maalinrichting, waaronder het bakstenen looppad voor de paarden en een deel van het maalwerk, bleven behouden.
- Inventaris van het Bouwkundig Erfgoed (Vlaanderen): 340